# Jan Matliński
Jan Matliński (1827 à Zbuczyn - 22 mars 1884 à Cracovie). Il participe à l'Insurrection de Janvier 1863 en tant que responsable du district de Siedlce.

## Crédits
- (pl) Cet article est partiellement ou en totalité issu de l’article de Wikipédia en polonais intitulé « Jan Matliński » (voir la liste des auteurs).